# Geely Emgrand

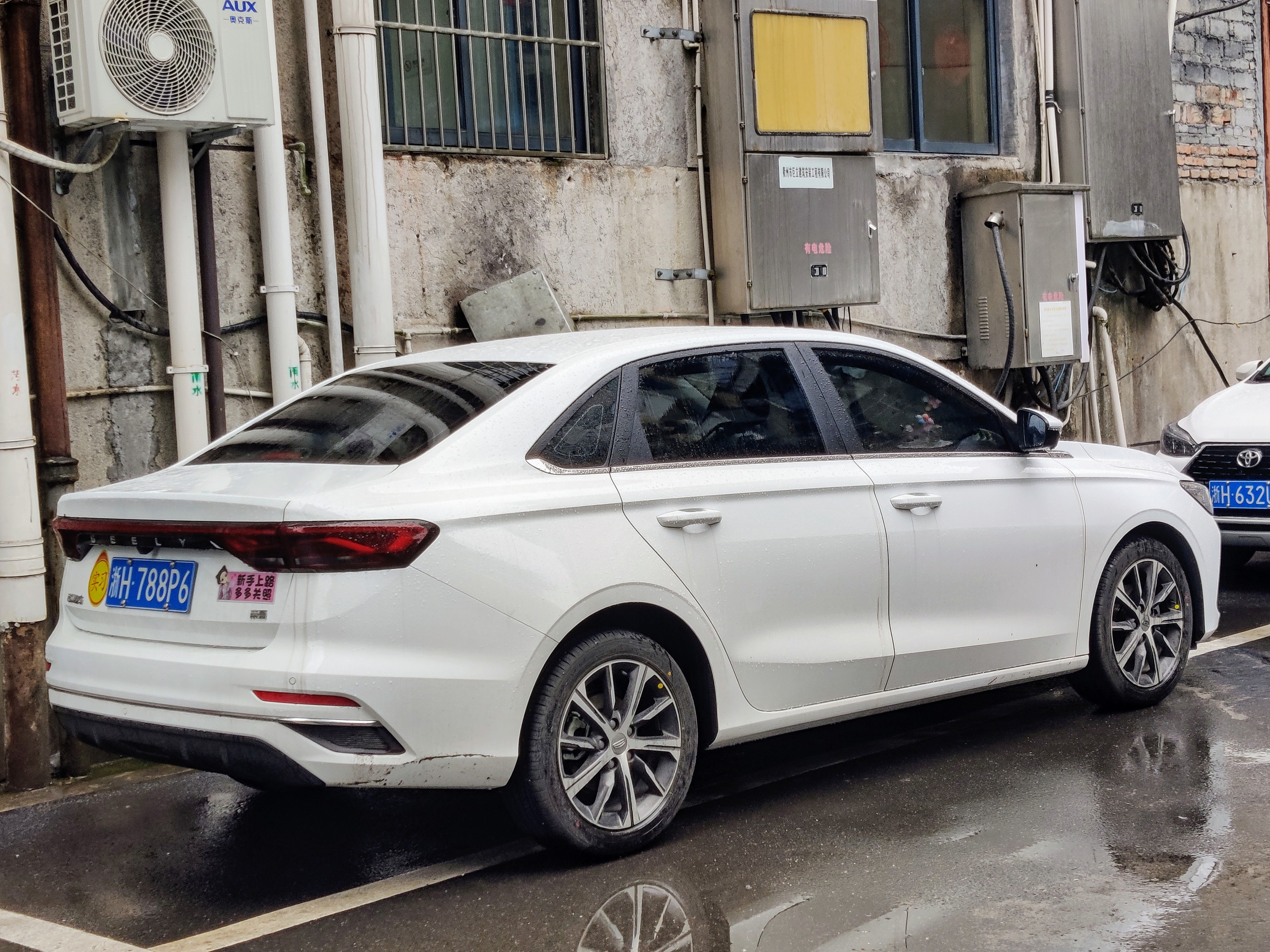
Heckansicht

Der Geely Emgrand ist eine Limousine der Kompaktklasse der chinesischen Automarke Geely.

## Geschichte
Vorgestellt wurde das Nachfolgemodell des zwischen 2009 und 2021 gebauten Emgrand EC7 im Juni 2021 anlässlich einer Vorveranstaltung zu den Asienspielen 2022. Im August 2021 erfolgte die Markteinführung auf dem chinesischen Heimatmarkt. Seit Anfang 2023 wird das Fahrzeug von Belgee auch in Belarus für den lokalen Markt gefertigt. In Russland, wo die Limousine aus China importiert wird, kam der Emgrand im November 2023 in den Handel. Im gleichen Monat startete in Malaysia die Produktion des baugleichen S70 von Proton. Eine überarbeitete Version des Emgrand wurde im Februar 2024 erstmals gezeigt. Im Juli 2024 kam sie in den Handel. In Belarus wird das Fahrzeug seit November 2024 als Belgee S50 vermarktet.

## Technik
Die Limousine basiert auf der modularen BMA-Plattform des Geely-Konzerns.
Diese Plattform ist unterhalb der CMA-Plattform positioniert, die Geely gemeinsam mit Volvo entwickelte.

## Technische Daten
Zum Marktstart stand für den Emgrand ausschließlich ein 1,5-Liter-Ottomotor mit 84 kW (114 PS) zur Verfügung. Im Juni 2023 wurde die maximale Leistung dieses Antriebs auf 93 kW (126 PS) erhöht. In Russland wird die maximale Leistung mit 90 kW (122 PS) angegeben. In China gibt es zusätzlich zu dem 1,5-Liter-Benziner seit Juni 2022 auch einen Hybridantrieb, der einen mit Methanol betriebenen Verbrennungsmotor mit einem Elektromotor kombiniert. Der Luftwiderstandsbeiwert cw der Baureihe wird mit 0,27 angegeben.
|                                             | 1.5                         | 1.5                         | 1.5                         | 1.8 DHT                          |
| Markt                                       | China                       | Russland                    | China                       | China                            |
| Bauzeitraum                                 | 08/2021–06/2023             | seit 11/2023                | seit 06/2023                | seit 06/2022                     |
| Motorkenndaten                              |                             |                             |                             |                                  |
| Motortyp                                    | R4-Ottomotor                | R4-Ottomotor                | R4-Ottomotor                | R4-Methanolmotor + Elektromotor  |
| Motoraufladung                              | —                           | —                           | —                           | —                                |
| Hubraum                                     | 1498 cm³                    | 1499 cm³                    | 1499 cm³                    | 1799 cm³                         |
| max. Leistung bei min−1                     | 84 kW (114 PS) bei 5500/min | 90 kW (122 PS) bei 6300/min | 93 kW (126 PS) bei 6300/min | 97 kW (132 PS) + 100 kW (136 PS) |
| max. Drehmoment bei min−1                   | 147 Nm bei 4400–4800/min    | 152 Nm bei 4000–5000/min    | 152 Nm bei 4000–5000/min    | 175 Nm + 320 Nm                  |
| Kraftübertragung                            |                             |                             |                             |                                  |
| Antrieb, serienmäßig                        | Vorderradantrieb            | Vorderradantrieb            | Vorderradantrieb            | Vorderradantrieb                 |
| Getriebe, serienmäßig                       | 5-Gang-Schaltgetriebe       | 5-Gang-Schaltgetriebe       | 5-Gang-Schaltgetriebe       | 3-Gang-Hybridgetriebe            |
| Getriebe, serienmäßig                       | (Stufenloses Getriebe)      | (6-Gang-Automatikgetriebe)  | (Stufenloses Getriebe)      | —                                |
| Messwerte                                   |                             |                             |                             |                                  |
| Höchstgeschwindigkeit                       | 175 km/h (175 km/h)         | 180 km/h (180 km/h)         | 175 km/h (175 km/h)         | 180 km/h                         |
| Beschleunigung, 0–100 km/h                  | k. A.                       | 12,9 s (12,6 s)             | k. A.                       | 8,8 s                            |
| Kraftstoffverbrauch auf 100 km (kombiniert) | 6,2 l Super (6,5 l Super)   | 5,8 l Super (6,4 l Super)   | 5,6 l Super (5,8 l Super)   | 9,2 l Methanol                   |
| Tankinhalt                                  | 50 l                        | 50 l                        |                             |                                  |

Werte in runden Klammern gelten für Modelle mit optionalem Getriebe.